# Équipe de Grande-Bretagne féminine de water-polo
L'équipe de Grande-Bretagne de water-polo féminin est la sélection nationale représentant le Royaume-Uni, au sens des trois pays de l'île de Grande-Bretagne, dans les compétitions internationales de water-polo féminin. 

## Histoire
Les Britanniques se qualifient pour les Jeux olympiques d'été de 2012, le Royaume-Uni organisant la compétition.
En septembre 2011, la Grande-Bretagne se qualifie pour le Championnat d'Europe de water-polo féminin 2012, après quinze années d'absence sur la scène continentale et termine à la septième place. Elle est treizième des Mondiaux de 2013 et septième du Championnat d'Europe féminin de water-polo 2024.